# Radovanu
Radovanu est une commune roumaine située dans le județ de Călărași.